# 自乗可積分函数
自乗可積分函数（じじょうかせきぶんかんすう、英: square-integrable function）とは、実数値または複素数値可測函数で絶対値の自乗の積分が有限であるものである。すなわち
{\displaystyle \int _{-\infty }^{\infty }|f(x)|^{2}\,dx<\infty }
ならば、f は実数直線 (−∞, +∞) 上で自乗可積分である。場合によっては積分区間が [0, 1] のように有界区間のこともある。

## 性質
自乗可積分函数の集合は次の内積 {\displaystyle \langle \cdot ,\cdot \rangle } のもとで内積空間となる：
{\displaystyle \langle f,g\rangle =\int _{A}f(x){\overline {g(x)}}\,dx}
ただし
- f , g は自乗可積分函数
- {\displaystyle {\overline {g(x)}}} はg の複素共役
- A は積分区間（たとえば (−∞, +∞) や [0, 1] など）

である。
{\displaystyle |a|^{2}=a{\overline {a}}} より、自乗可積分であることは
{\displaystyle \langle f,f\rangle <\infty .\,}
と同値である。

## 誘導される空間
上で定義した内積により決まる計量の下で、自乗可積分函数は完備距離空間を成すことを示すことができる。この完備距離空間は、その空間における数列がコーシー列の場合にそしてそのときに限り収束するので、コーシー空間とも呼ばれている。
ノルムによって決まる計量のもとで完備な空間はバナッハ空間である。したがって自乗可積分函数の空間は、内積で決まるノルムによる計量のもとでバナッハ空間である。内積に関するこの性質から、この空間は内積によって決まる計量のもとで完備であること、すなわちこれはヒルベルト空間であることが分かる。
この内積空間は通常 {\displaystyle \left(L_{2},\langle \cdot ,\cdot \rangle _{2}\right)} と表記され、さらに多くの場合L2 と略記される。
自乗可積分函数の空間は、Lp 空間のp = 2 に対応する。